# Tokyo Kaido
Tokyo Kaido (東京怪童, Tōkyō kaidō) est un seinen manga de Minetarō Mochizuki, prépublié dans le magazine Morning entre 2008 et 2009 et publié par l'éditeur Kōdansha en 3 volumes reliés sortis entre juin 2009 et août 2010. La version française est éditée par Le Lézard noir en 3 tomes sortis entre février 2017 et septembre 2017.

## Parution
La série entame sa prépublication au Japon en 2008, dans le no 50 du magazine Morning, et se conclut en 2010 dans le no 31.

### Liste des volumes
| no | Japonais         | Japonais          | Français          | Français          |
| no | Date de sortie   | ISBN              | Date de sortie    | ISBN              |
| -- | ---------------- | ----------------- | ----------------- | ----------------- |
| 1  | 23 juin 2009     | 978-4-06-372813-2 | 3 février 2017    | 978-2-35-348094-4 |
| 2  | 22 décembre 2009 | 978-4-06-372863-7 | 4 mai 2017        | 978-2-35-348099-9 |
| 3  | 23 août 2010     | 978-4-06-372923-8 | 21 septembre 2017 | 978-2-35-348102-6 |

## Accueil
En France, le manga reçoit un accueil critique favorable de la part de la presse.
Pour le site internet spécialisé BoDoï, Tokyo Kaido « annonce Chiisakobé, tout en prolongeant l'une des thématiques principales de Dragon Head : les altérations cérébrales et leur conséquence sur la capacité à accepter le monde. Comme une sorte de Vol au-dessus d’un nid de coucou à la japonaise, parée d’un graphisme à l'élégante limpidité et suscitant, à tour de rôle, sourires et mélancolie ».
Selon Stéphane Jarno de Télérama, « le grand talent de Minetarō Mochizuki est d'emmener l'histoire en terra incognita, de lui faire prendre des chemins de traverse et gravir des cimes inattendues. Pas d'effets de manche ni de marche forcée, en bon guide, Mochizuki s'efface pour laisser aux lecteurs la toute-puissance de l'émotion ».
Pour Marius Chapuis de Libération, « Mochizuki entamait là un travail de réinvention, d'épure narrative et graphique, qui l'a conduit à tourner le dos aux épopées sombres pour adopter des drames à dimension humaine, plus fidèles à ce discret auteur ».